# قرن‌ها (فیلم)
قرن‌ها (به هندی: Sadiyaan) یا سده‌ها فیلمی محصول سال ۲۰۱۰ و به کارگردانی راج کانوار است. در این فیلم بازیگرانی همچون ریکا، ریشی کاپور، هما مالینی، جاوید شیخ، نیتو چاندرا ایفای نقش کرده‌اند.